# 두점박이사슴벌레
두점박이사슴벌레는 사슴벌레과의 곤충이다. 한국(제주도), 중국, 대만, 몽골에 분포하며 야간에 등불에 잘 모인다. 종종 나무진에 모인다. 환경부 멸종위기 야생생물 II급, 국가적색목록 취약(VU)종으로 지정되어  법적 보호를 받고 있는 곤충이다. 이를 채집할 시 법에 따라 처벌할 수 있다. 톱사슴벌레와 매우 가까운 친척 종이지만 열대산 사슴벌레처럼 노란 몸에 점무늬가 있는 게 특징이다. 앞가슴등판 양 가장자리에 검은 점이 있는 것이 특징이며, 두점박이사슴벌레라는 국명도 이에서 유래한 것이다. 큰턱은 공통적으로 약하게 휘어지나 내치의 형태는 아종에 따라 크게 차이를 보인다. 암컷의 몸은 수컷과 동일한 색이며 전체적으로 둥그런 모양으로 수컷과 같이 앞가슴등판 양 가장자리에 검은 점이 있다. 히말라야산맥 일대부터 인도차이나반도를 걸쳐 동아시아 일부 지역까지 광범위하게 분포한다.

## 아종
지역적 격리에 따라 8아종으로 분류되어 있다. 근연종으로 Prosopocoilus reni가 알려져 있으나 두점박이사슴벌레(P. astacoides)의 아종으로 취급하기도 한다.
- Prosopocoilus astacoides astacoides (Hope, 1840) -인도, 네팔, 부탄
- Prosopocoilus astacoides castaneus (Hope & Westwood, 1845) -네팔, 부탄
- Prosopocoilus astacoides kachinensis Bomans & Miyashita 1997 -미얀마 북부
- Prosopocoilus astacoides karubei Nagai, 2000 -베트남 남부
- Prosopocoilus astacoides blanchardi (Parry, 1873) -중국, 대만, 한국(제주도)
- Prosopocoilus astacoides dubernardi (Planet, 18, 중국 남부
- Prosopocoilus astacoides elaphus (Mollenkamp, 1902) -인도네시아 수마트라섬
- Prosopocoilus astacoides mizunumai Fujita, 2010 -말레이시아

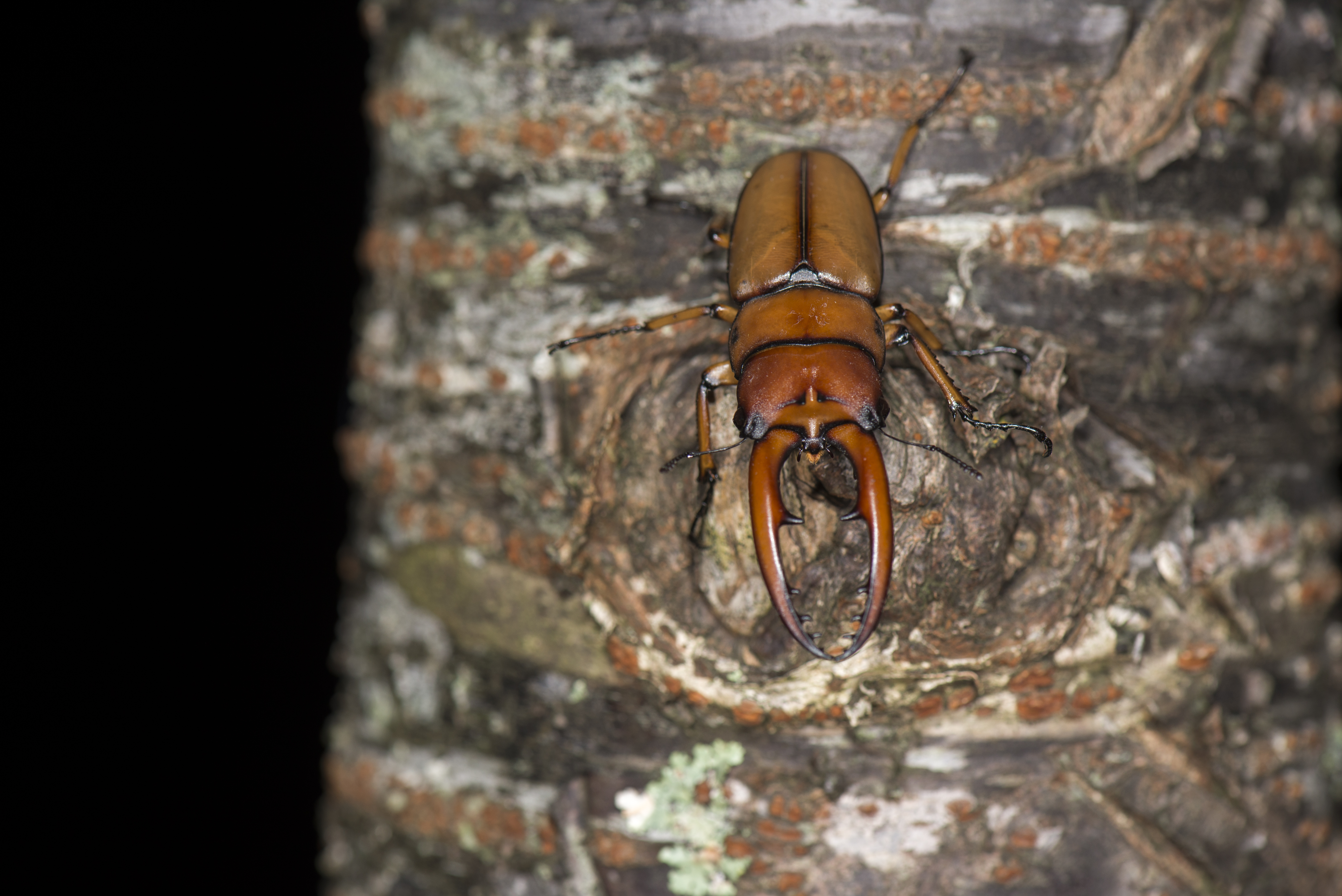
수컷
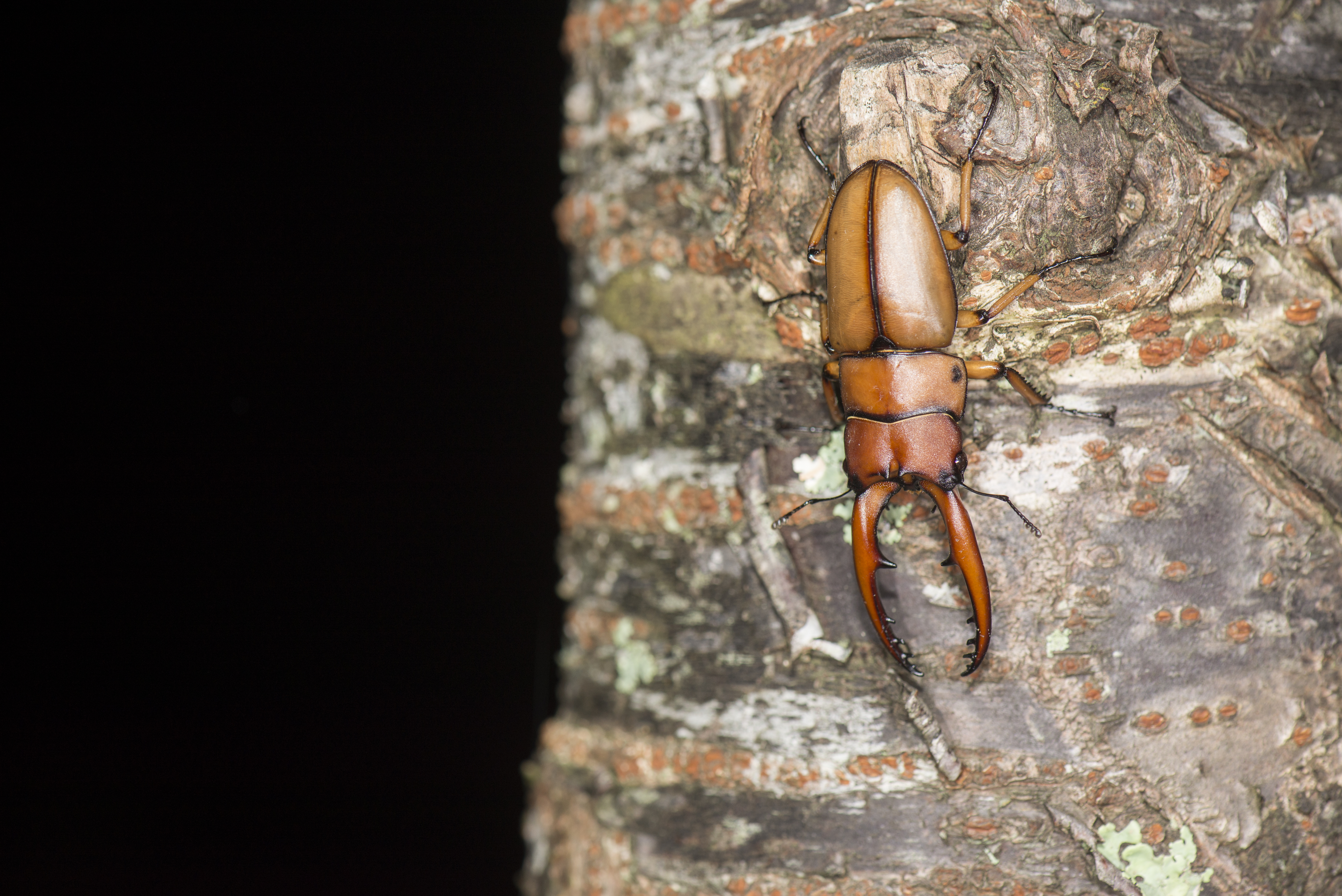
수컷
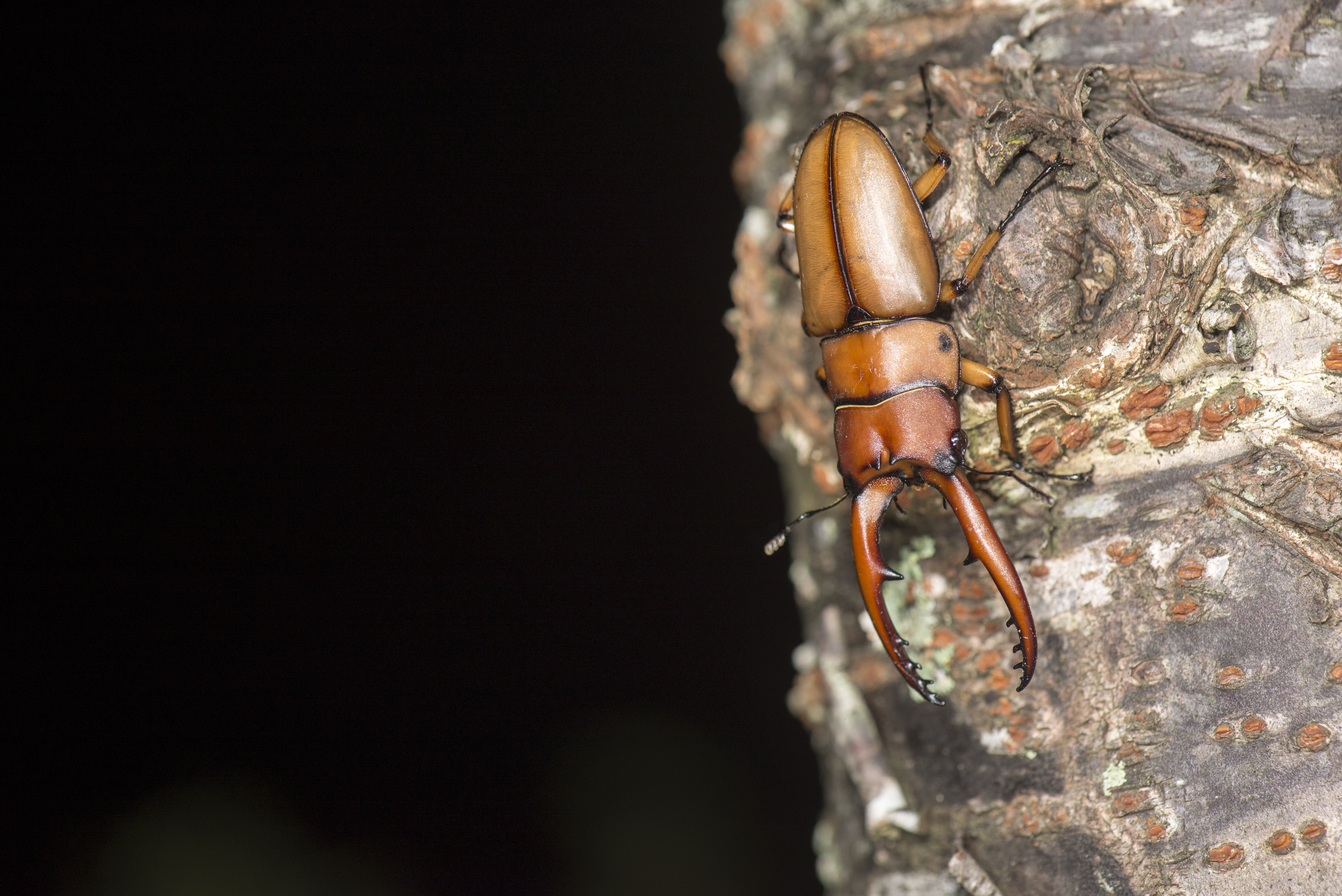
수컷
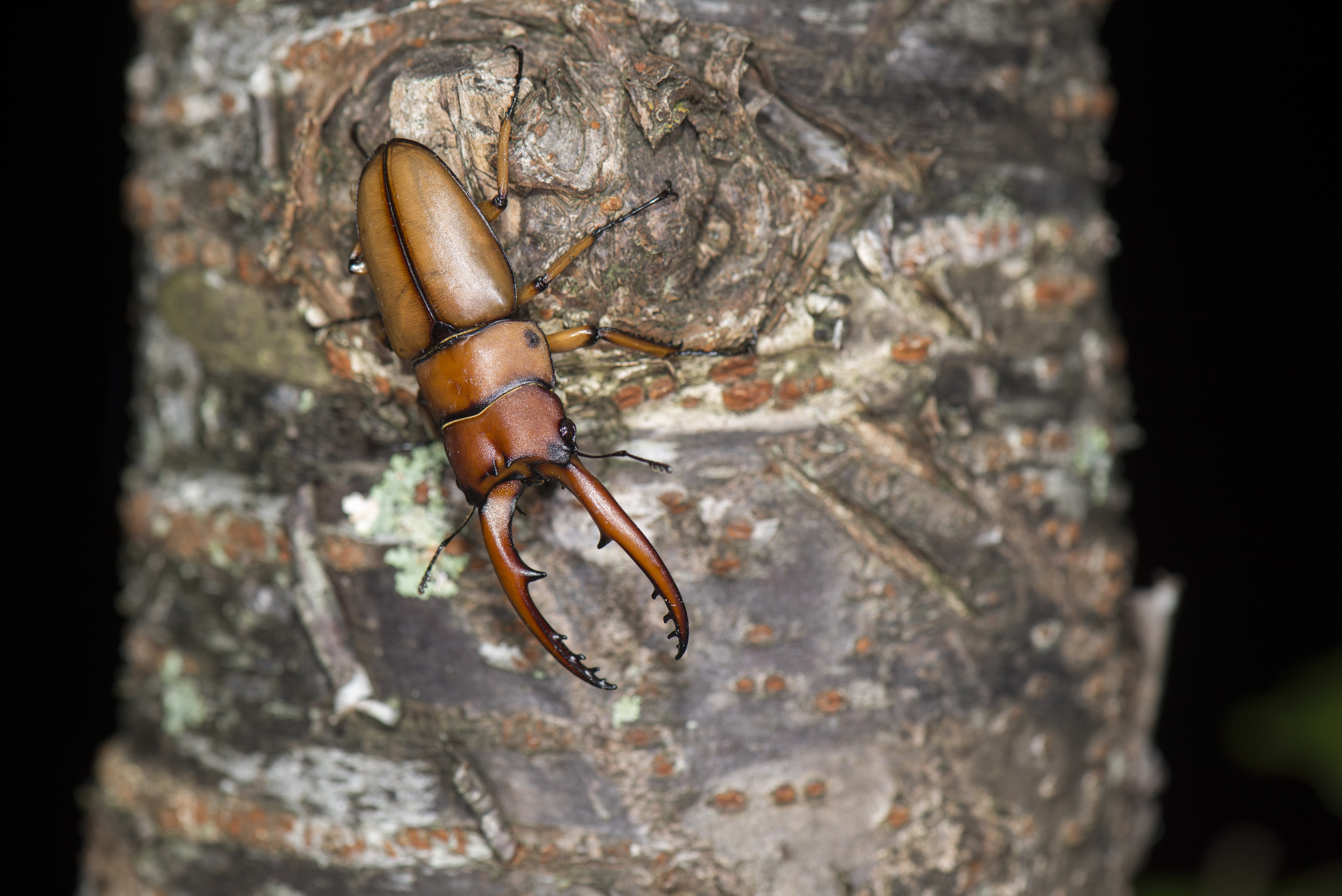
수컷
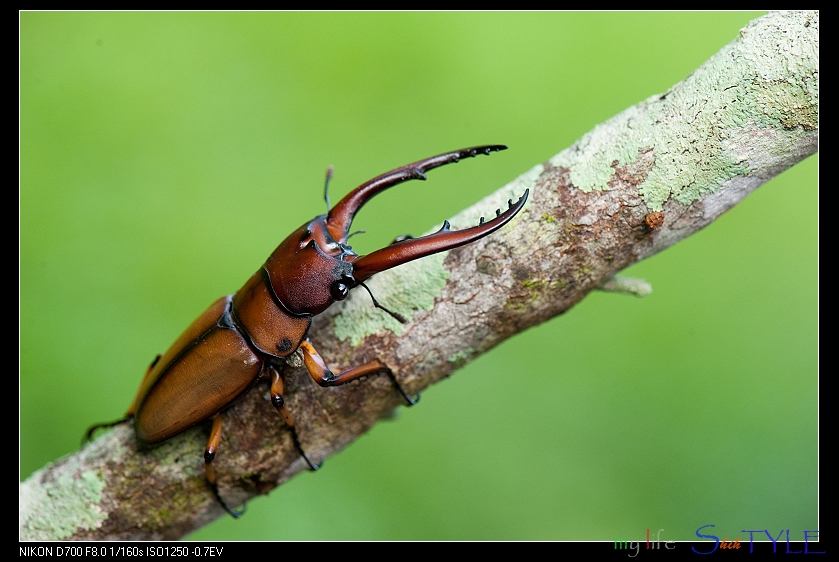
수컷
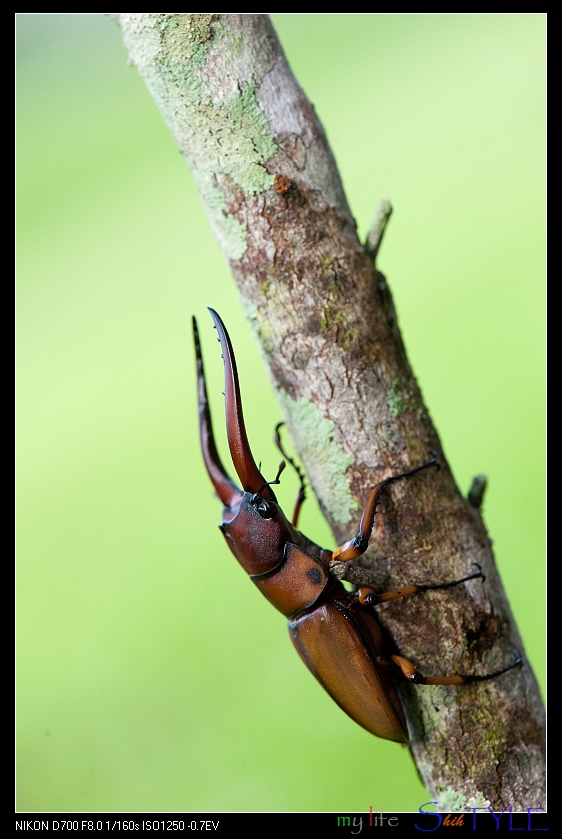
수컷
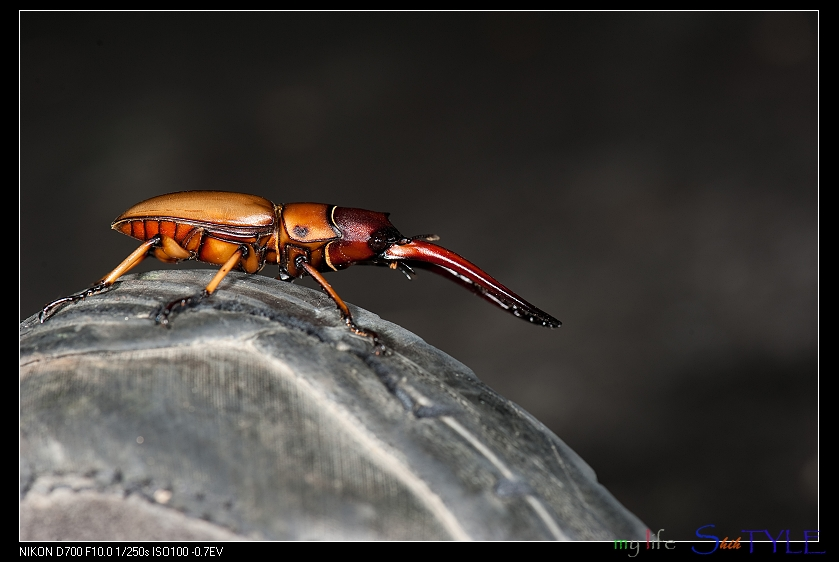
수컷
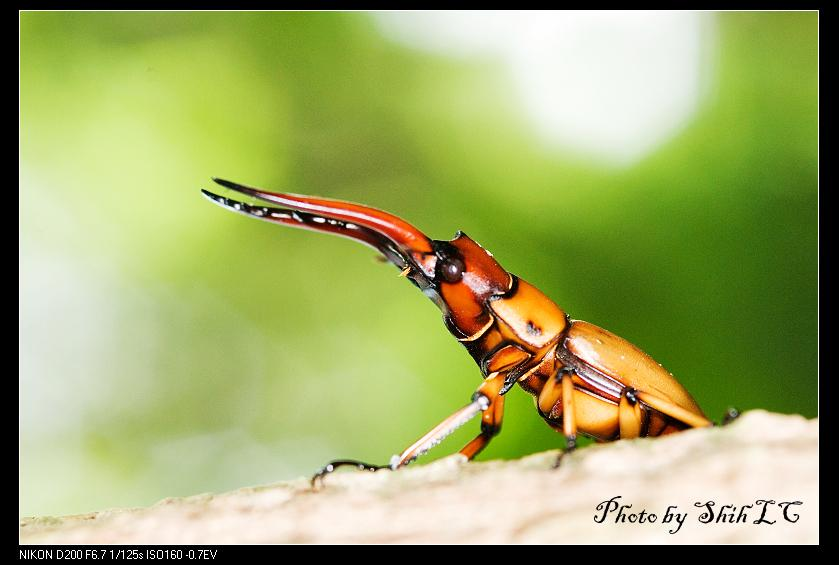
수컷
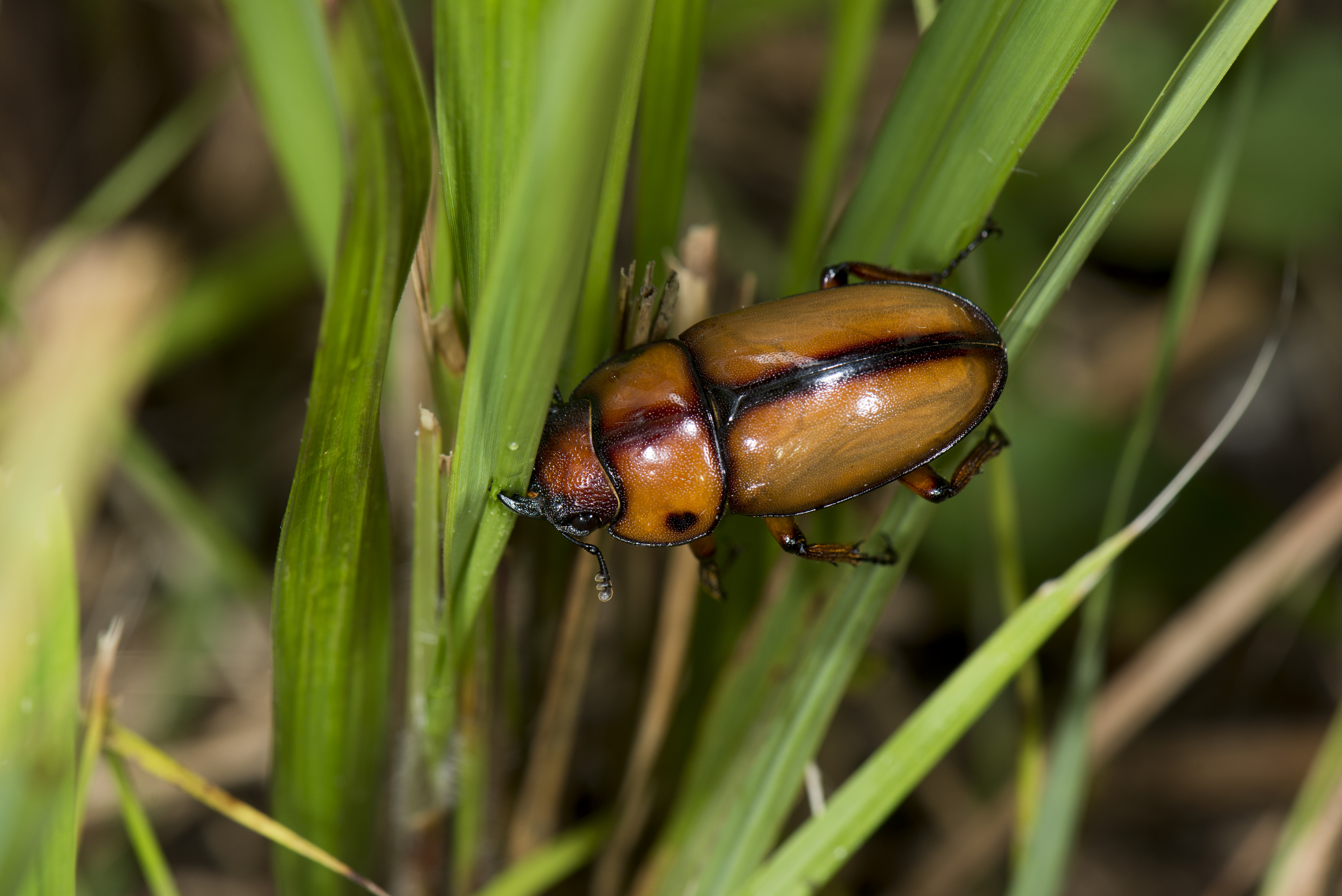
암컷
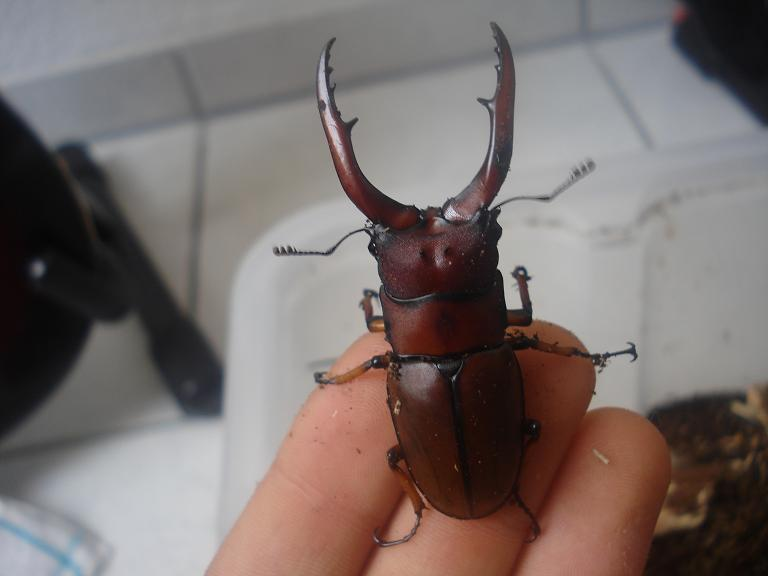
아종 P. a. elaphus
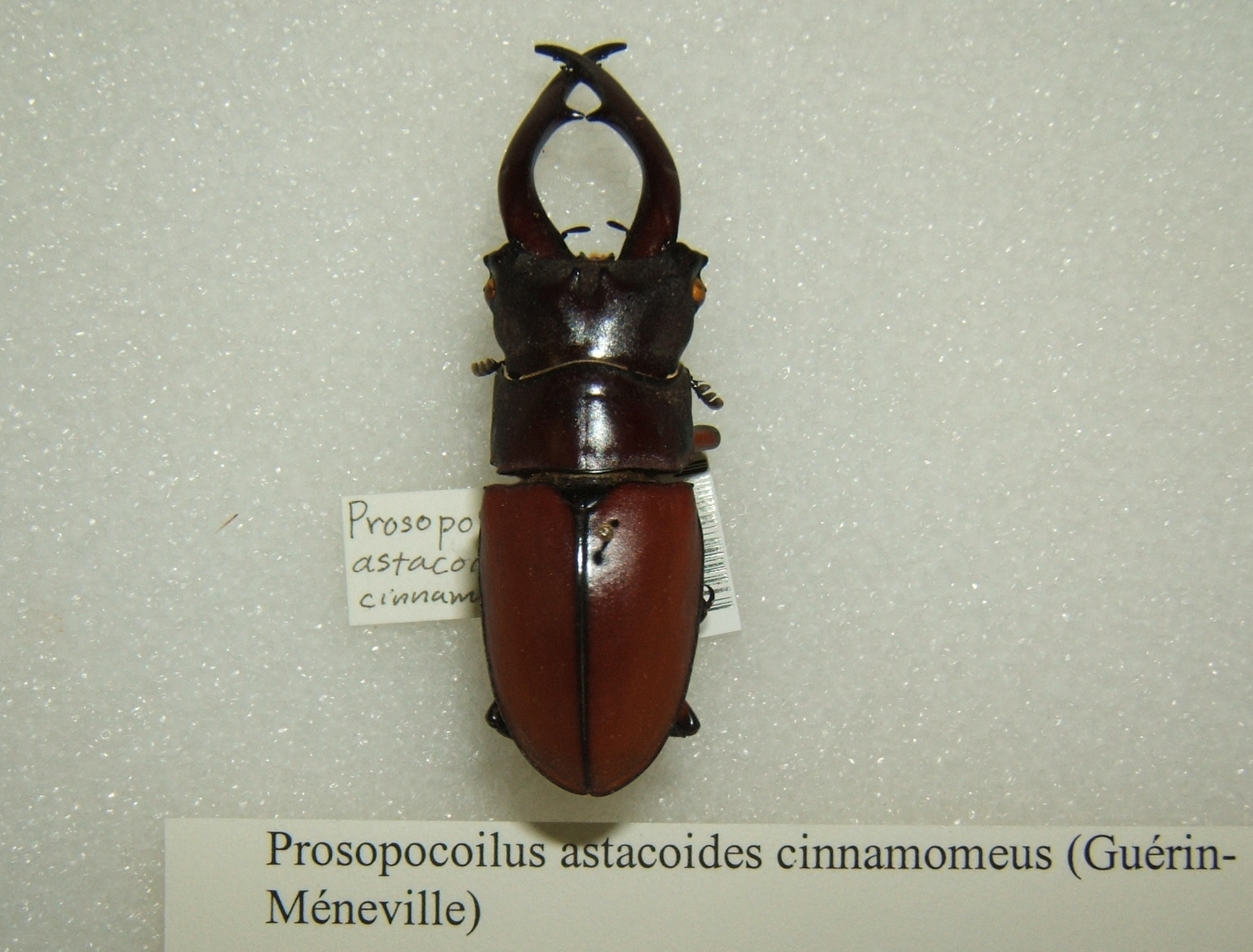
아종 P. a. cinnamomeus
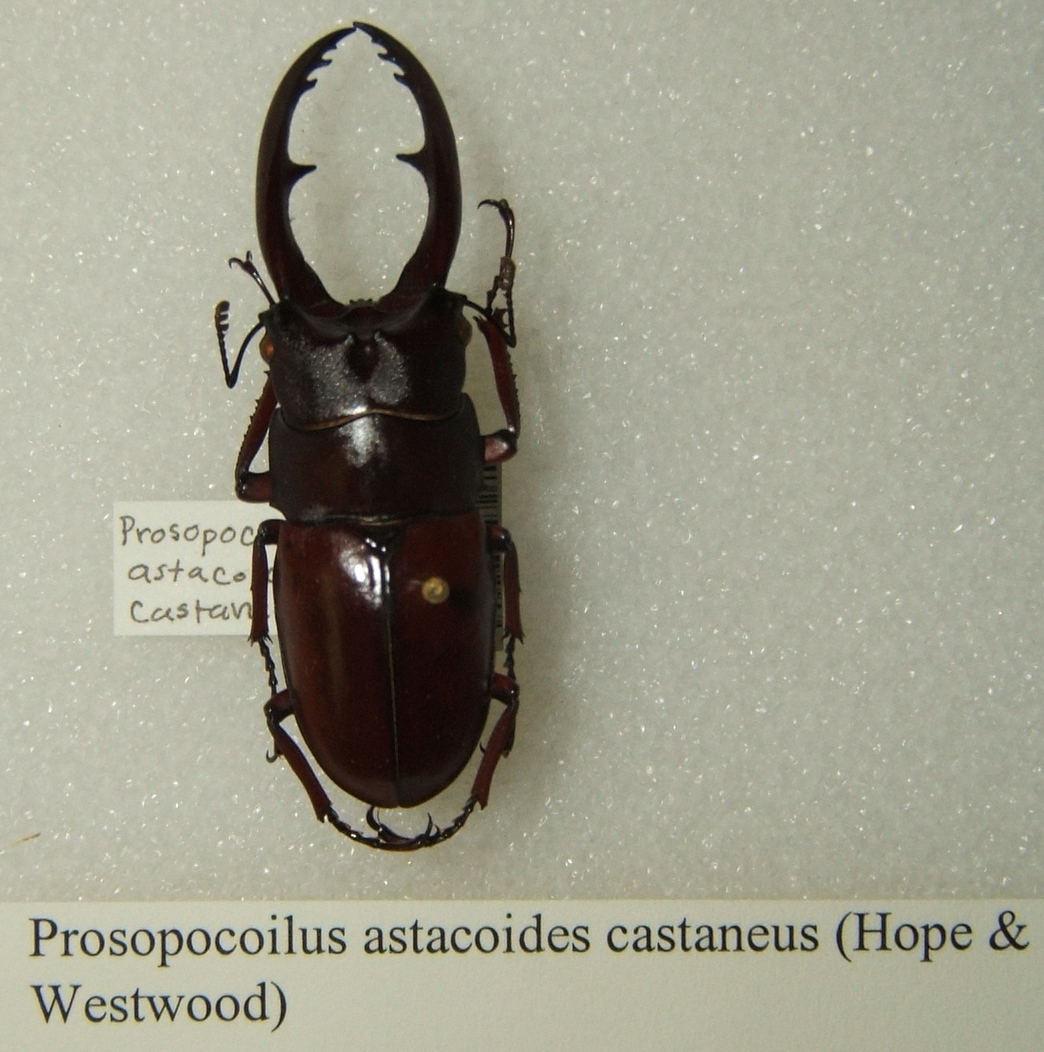
아종 P. a. castaneus